# Metkel Eyob
Metkel Eyob (4 de septiembre de 1993) es un ciclista profesional eritreo que corre para el equipo Terengganu Cycling Team.

## Palmarés
2013
- 1 etapa del Tour de Ruanda

2015
- 1 etapa del Tour de Ruanda

2016
- 1 etapa del Tour de Ruanda
- 2.º en el Campeonato de Eritrea en Ruta

2017
- 2 etapas del Tour de Ruanda

2018
- 2.º en el Campeonato Africano en Ruta
- 1 etapa del Tour de Lombok
- 1 etapa del Tour de Filipinas
- 3.º en el Campeonato de Eritrea en Ruta

2019
- 1 etapa del Tour de Indonesia

2021
- 3.º en el Campeonato de Eritrea en Ruta

2024
- 3.º en el Campeonato de Eritrea en Ruta